# Поджог студии Kyoto Animation
Поджог студии Kyoto Animation (яп. 京都アニメーション放火殺人事件 Кё:то Анимэ:сён хо:ка сацудзин дзикэн) — поджог, совершённый около 10:31 JST 18 июля 2019 года в здании № 1 японской аниме-студии Kyoto Animation, расположенном в районе Фусими города Киото. Поджог унёс жизни тридцати шести работников студии и уничтожил почти всё оборудование и архивы, находившиеся в здании. Тридцать пять человек, включая нападавшего, были госпитализированы. Пожар, спровоцированный нападавшим, стал одним из наиболее смертоносных в японской истории.
Предполагаемый преступник по имени Синдзи Аоба, не являвшийся работником студии, проник в здание через главный вход и облил бензином внутренние помещения и находящихся там работников, после чего совершил поджог. Нападавший попытался скрыться с места преступления, но на расстоянии не более 100 метров от здания был задержан полицией. Свидетели утверждают, что слышали, как нападавший обвинял студию в плагиате и воровстве собственных идей. Официальный арест Аобы, откладывавшийся десять месяцев из-за состояния здоровья подозреваемого, наконец состоялся 27 мая 2020 года. 25 января 2024 года его приговорили к смертной казни.
В дополнение к словам поддержки и соболезнованиям со всего мира, сочувствующим удалось собрать в фонд помощи студии около трёх с половиной миллиардов иен в самой Японии и более двух миллионов долларов за её пределами. Вследствие поджога многие готовившиеся студией проекты были перенесены или отменены.

## Предпосылки
На момент поджога Kyoto Animation являлась одной из самых популярных аниме-студий, среди наиболее известных работ которой были сериалы «Меланхолия Харухи Судзумии», K-On! и Clannad. Студия владела несколькими помещениями в Киото: здание № 1 в Фусими, здание № 2 (штаб-квартира), здание № 5, а также отдел по производству сувениров в Удзи, располагавшийся неподалёку от здания № 1. В здании № 1, построенном в 2007 году, находился весь основной персонал студии.
За несколько недель до поджога на почту компании стали поступать анонимные угрозы. По словам главы студии Хидэаки Хатты, ему не было известно, связаны ли эти угрозы с поджогом, но он сообщал о них полиции и адвокатам. Всего за год перед поджогом компания заявляла о почти двухстах угрозах, поступавших, предположительно, от одного человека. В октябре 2018 года полиция Японии даже вводила временное патрулирование территории около штаб-квартиры, но никаких происшествий тогда зафиксировано не было.

## Ход событий

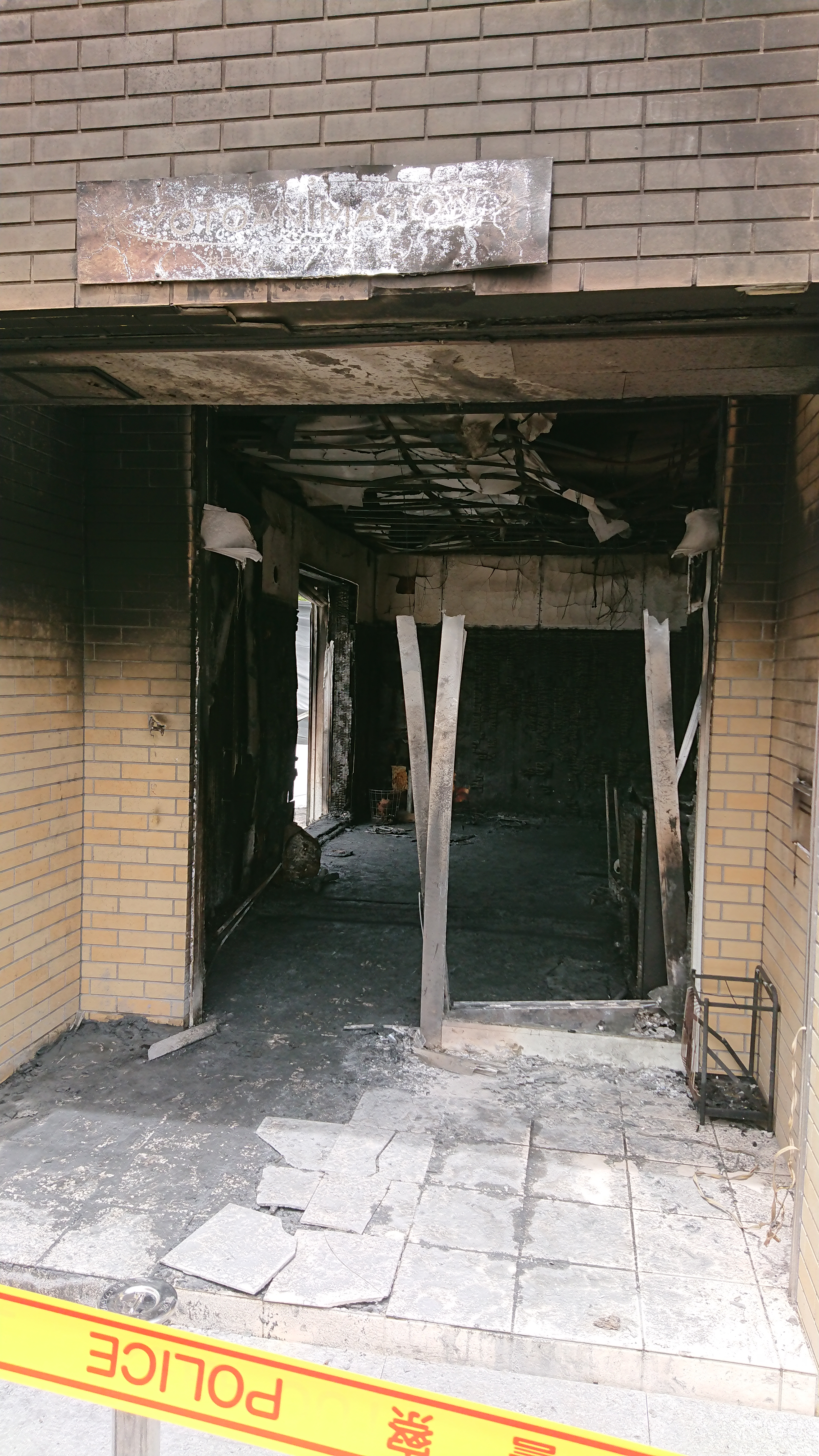
Центральный вход — эпицентр взрыва и место начала возгорания

Пожар в здании начался со взрыва, произошедшего примерно в 10:31 утра по местному времени, когда нападавший проник в здание и совершил поджог с помощью канистры бензина объёмом около сорока литров. Нападавший завёз канистру на тележке, предварительно перелив в неё бензин из двух канистр меньшего объёма, купленных за день до преступления в магазине в десяти километрах от здания студии. Полиция предполагает, что взрыв мог произойти из-за смешения паров бензина с воздухом. Во время нападения преступник предположительно кричал: «Умрите!» (яп. 死ね! Синэ!). Непосредственно перед поджогом нападающий облил бензином некоторых работников студии, которые впоследствии выбежали на улицу, объятые пламенем.
Пожар, начавшийся у входа в здание, не давал возможности находящимся внутри покинуть его. Девятнадцать тел было найдено на третьем этаже у лестницы, ведущей на крышу. По расчётам профессора научно-исследовательского института по предотвращению стихийных бедствий Университета Киото Томоаки Нисины, второй и третий этажи здания заполнились дымом в течение первых тридцати секунд после взрыва. Нападавший скрылся с места преступления, но вскоре был пойман двумя работниками студии, после чего его задержала полиция. На месте преступления также было найдено несколько ножей.
Пожар был локализован в 15:19, через пять часов после начала возгорания, а к 6:20 утра следующего дня был потушен полностью. После завершения поисковых работ было подтверждено точное количество погибших. В 22:00 пожарный департамент объявил, что здание было полностью уничтожено огнём. Внутри здания не была установлена противопожарная система и гидранты, так как оно классифицировалось как мелкая офисная постройка, в которой установка подобных устройств не была обязательной. Последняя пожарная инспекция, проводившаяся 17 октября 2018 года, не выявила никаких нарушений, в связи с чем полиция также начала расследование действий инспекторов. В первые дни после трагедии в прессе ошибочно указывалось, что вход в студию осуществлялся по магнитным карточкам, но в день пожара из-за ожидавшихся посетителей входная дверь была открыта. Впоследствии стало известно, что на входной двери не было никакой защитной системы и в рабочее время она была открыта всегда.
В результате поджога было уничтожено почти всё оборудование и архивы студии. Небольшая часть ключевых кадров не пострадала, потому что во время пожара была вывезена на выставку в Токусиму. 29 июля Kyoto Animation объявила, что сервер студии и хранящаяся на нём информация уцелели.
Поджог стал одним из самых крупных массовых убийств в послевоенной истории Японии и самым смертоносным пожаром в стране за последние восемнадцать лет. Профессор криминологии токийского университета Риссё назвал его «суицидальным терроризмом», так как нападавший рассчитывал после преступления покончить с собой.

## Жертвы
Ко времени начала пожара в здании находилось семьдесят человек, тридцать шесть из которых погибли, включая троих, скончавшихся впоследствии в больнице. По сообщениям полиции Киото, сильное повреждение тел при пожаре затруднило опознание некоторых жертв. По результатам вскрытия, опубликованным 22 июля 2019 года, смерть большинства находившихся в здании людей наступила в результате множественных ожогов тела (а не от отравления угарным газом) из-за быстро распространявшегося пожара. Идентификация сильно повреждённых тел по ДНК продолжалась неделю. Было установлено, что не менее двадцати погибших были женщинами, так как творческий коллектив студии традиционно был преимущественно женским.
Президент Kyoto Animation через полицию обратился к прессе с просьбой не публиковать имена погибших из уважения к их семьям, объяснив свою просьбу тем, что «обнародование этих имён никак не послужит общественному благу». 25 июля полиция Киото завершила процесс опознания всех тридцати четырёх погибших и начала передавать тела жертв их родственникам. Двумя днями позже ещё один пострадавший скончался в больнице, увеличив число жертв до тридцати пяти. Переговоры со студией о том, стоит ли публиковать список погибших и каким образом это сделать, в то время ещё продолжались. Некоторые семьи пострадавших самостоятельно делали заявления о статусе их близких: так, семья цветодизайнера Наоми Исиды подтвердила её смерть 24 июля, а 26 июля стало известно о смерти аниматора, сценариста и режиссёра анимации Ясухиро Такэмото, идентифицированного посредством ДНК. 2 августа полиция Киото опубликовала список из десяти погибших, похороны которых были проведены и чьи семьи дали согласие на обнародование данных, среди которых были режиссёры анимации Ёсидзи Кигами и Футоси Нисия. Наконец, 27 августа был опубликован полный список жертв, включивший в себя оставшиеся 25 имен.
Первоначально сообщалось о 36 пострадавших и раненых, эта цифра впоследствии уменьшилась до 34, когда двое из них скончались в больнице. Состояние десяти работников студии, раненых при пожаре, расценивалось как тяжёлое, один из пострадавших в результате пожара утратил обе ноги. В числе жертв оказался режиссёр студии Ясухиро Такэмото, известный по сериалам Lucky Star, Hyouka, «Дракорничная госпожи Кобаяси» и фильму «Исчезновение Харухи Судзумии». Среди выживших оказались другие режиссёры Наоко Ямада (K-On! и «Форма голоса») и Тацуя Исихара («Меланхолия Харухи Судзумии», Kanon, Clannad), а также Таити Исидатэ (Beyond the Boundary и «Вайолет Эвергарден»). По сообщениям министерства иностранных дел Южной Кореи, одной из пострадавших стала гражданка этой страны.
По состоянию на 7 сентября 2019 года в больнице всё ещё находилось семеро пострадавших женщин, трое из которых были в критическом состоянии. 18 сентября в прессе сообщалось, что состоянию всех оставшихся в живых работников ничего не угрожает, некоторые из них тем не менее проходили лечение в отделении реанимации из-за полученных серьёзных ожогов. 4 октября 2019 года стало известно о смерти ещё одной женщины от септического шока, число жертв возросло до тридцати шести, пятеро пострадавших по-прежнему находились в реанимации.

## Подозреваемый
Единственным подозреваемым является Синдзи Аоба (яп. 青葉 真司 Аоба Синдзи), сорокаоднолетний японец, ордер на арест которого был выдан полицией вскоре после пожара.
По словам местных жителей, они видели возле здания студии человека, похожего на Аобу, за несколько дней до происшествия. Также несколькими днями ранее похожий человек посещал различные места города Киото, фигурировавшие во франшизе Sound! Euphonium, аниме-адаптацию которой сняла Kyoto Animation (что, впрочем, отрицает за недоказанностью The Hollywood Reporter). Совершив поджог, подозреваемый скрылся с места преступления, но был задержан полицией возле железнодорожной станции Рокудзидзо, расположенной в ста метрах от здания студии. После задержания Аоба был доставлен в больницу с ожогами ног, груди и лица. Во время транспортировки в больницу он сознался в поджоге, вероятно, из-за мести, обвинив студию в «воровстве» или «плагиате»  (яп. パクリやがって пакури ягаттэ) его сочинений. По первоначальным заявлениям главы студии Хатты, в архивах студии не имеется записей о каких-либо работах Синдзи Аобы, присланных на ежегодный литературный конкурс, проводимый KyoAni. Впоследствии студия заявила, что она действительно получала на конкурс черновой вариант романа от подозреваемого, но он не прошёл первый этап отбора и со временем забылся. Также утверждалось, что содержание романа не имеет ничего общего с каким-либо сочинением, опубликованным студией.
Из-за полученных подозреваемым травм Синдзи Аоба был введён в состояние искусственной комы, а его допрос откладывался полицией до момента прихода в сознание. Для лечения сильных ожогов, полученных во время пожара, Аоба был переведён в больницу в Осаке для оказания специализированного лечения (главным образом кожной пластики). По сообщениям от 5 сентября 2019 года, состояние Аобы больше не расценивалось как угрожающее жизни, но он всё ещё находился в реанимации с подключенным аппаратом искусственной вентиляции лёгких. К 18 сентября к Аобе вернулась возможность связной речи; к 8 октября он мог самостоятельно сидеть и кратко отвечать на вопросы. Полиция Киото откладывает арест Аобы до времени, когда его состояние будет позволять взять его под стражу. 14 ноября 2019 года Аоба был переведён в одну из больниц Киото для окончательной реабилитации. Он оправился от большинства полученных травм и полностью признал свою вину в нападении и поджоге студии. Он выразил раскаяние, а также благодарность персоналу больницы, который, по его словам, «обращался с ним лучше, чем кто-либо ещё в его жизни». Аоба также вновь пояснил, что он совершил поджог из-за того, что «KyoAni украла его роман», и что он ожидает для себя смертного приговора. Большинство повреждённой кожи Аобы было заменено на экспериментальную искусственную, так как при пересадке человеческой донорской кожи жертвы поджога были в приоритете. Этот случай стал первым в Японии примером использования искусственной кожи при столь значительных ожогах. По состоянию на январь 2020 года, Аоба всё ещё находится в больнице, он не способен самостоятельно есть и стоять.
По имеющейся информации, Аоба страдал от психического расстройства и имел судимость. В 2012 году он совершил вооружённое ограбление магазина в префектуре Ибараки, за что был приговорён к трём с половиной годам заключения. Психическое заболевание Аобы может послужить смягчающим обстоятельством при выносе приговора в суде, заменив смертную казнь пожизненным заключением.

### Суд
Прокуратура официально возбудило уголовное дело против Аобы в декабре 2020 года, после того как врачи заключили, что он оправился от ожогов и психически способен постоять за себя на судебном процессе. 16 декабря 2020 года Государственная прокуратура Киото объявила о том, что Аоба обвиняется в убийстве, покушении на убийство, поджоге и ещё двух преступлениях.
Аоба сказал, что решил поджечь студию из-за того, что уличил её сотрудников в плагиате: в рукописи, которую он подавал на Kyoto Animation Award, содержалась сцена покупки мяса с почти истекшим сроком годности по сниженной цене, и он увидел, как в 5 серии аниме Tsurune, которая транслировалась по телевидению в ноябре 2018 года, главные герои делают то же самое. 5 сентября 2023 года, в первый день суда, Аоба признал себя виновным в поджоге.
Спустя полгода, 25 января 2024 года, 45-летний Синдзи Аоба за умышленное убийство 36 человек был приговорён к смертной казни. На данный момент он ожидает исполнения наказания.  

## Реакция

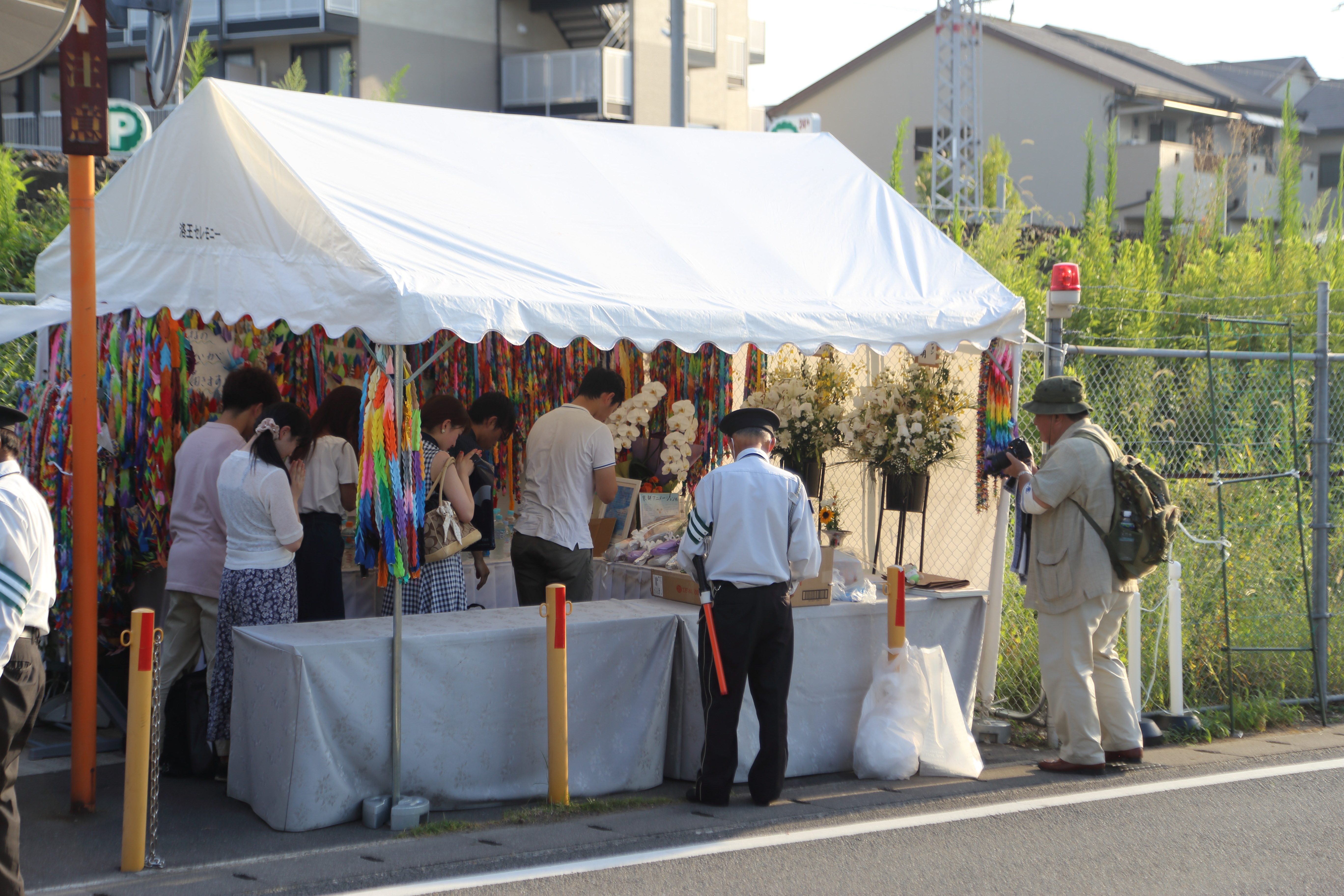
Палатка с цветами в память о жертвах около станции Рокудзидзо

С 23 июля по 27 декабря 2019 года студия принимала пожертвования в фонд помощи жертвам трагедии на свой местный банковский счёт, финальная собранная сумма превысила 3,3 млрд иен, включая единичные крупные пожертвования в размере 10 млн иен от известного японского музыканта Ёсики и компании-разработчика компьютерных игр Key. Ожидается, что студии потребуется около 10 млрд иен на покрытие всех расходов, связанных с трагедией, включая поддержку семей погибших и пострадавших. В ноябре 2019 года Kyoto Animation начала процесс распределения пожертвований: предполагается, что сумма, выделенная каждому конкретному пострадавшему, будет отличаться, на её величину повлияют различные факторы (такие как тяжесть полученных травм или то, являлся ли пострадавший единственным кормильцем в семье).
27 октября 2019 года правительство Японии объявило об ужесточении процедуры покупки бензина: с февраля 2020 года все покупатели теперь должны подтверждать свою личность.

### В Японии

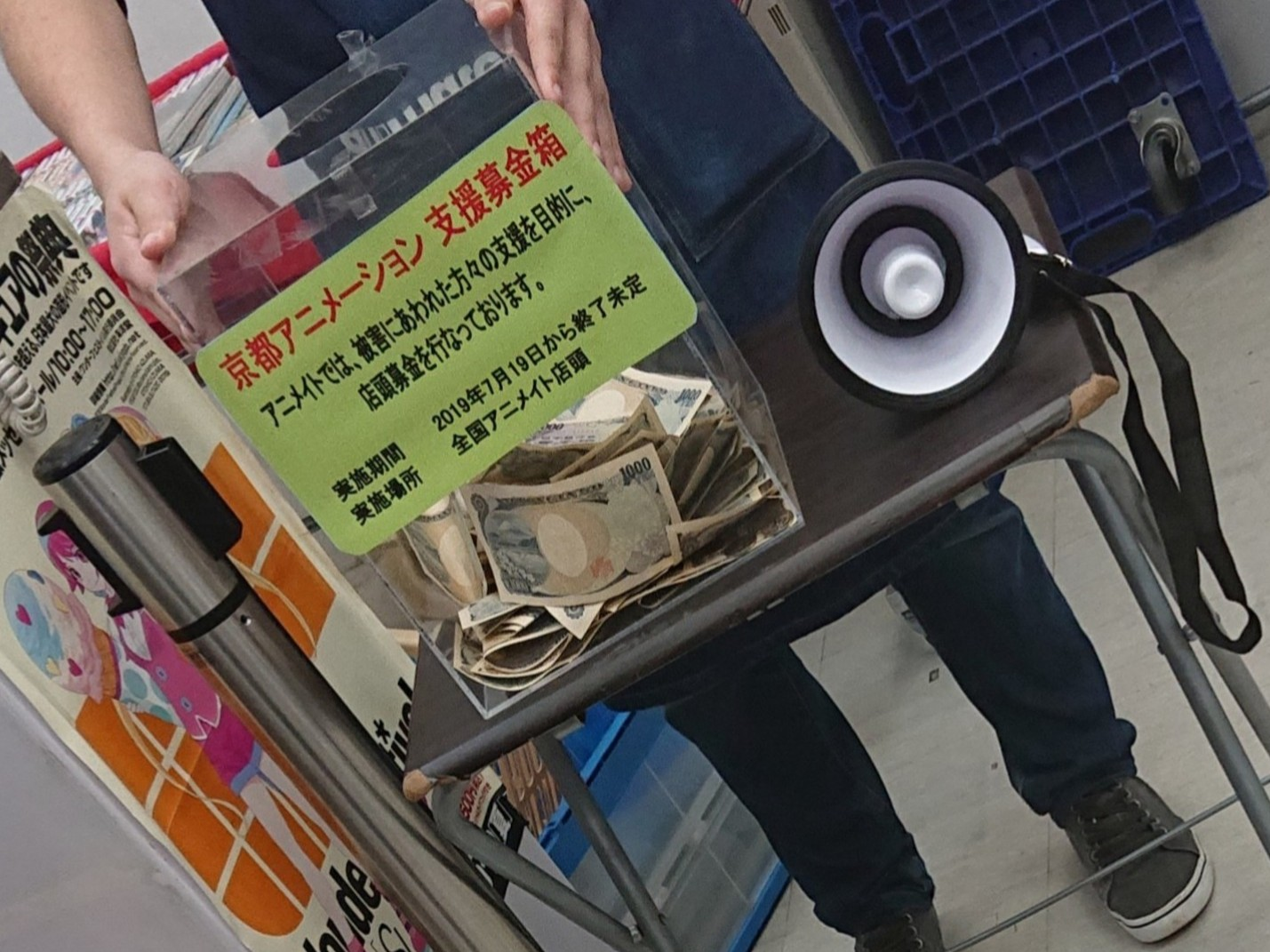
Ящик для пожертвований в магазине Animate на Акихабаре

Премьер-министр Японии Синдзо Абэ выразил свои соболезнования, заявив, что он «потерял дар речи», узнав о масштабах инцидента. С разрешения парламента Японии все пожертвования в адрес студии не облагались налогом, это первый такой случай в японской корпоративной практике. Китайское, французское, филиппинское и бельгийское посольства в Японии выразили слова поддержки вскоре после трагедии.
Множество людей и организаций, связанных с индустрией аниме, выразили свои соболезнования и поддержку, среди них компании Kadokawa и Key, японские мультипликаторы Макото Синкай и Тацуки, сэйю (игравшая в аниме K-On! Аки Тоёсаки, игравшие в «Меланхолии Харухи Судзумии» Ая Хирано, Юко Гото и Минори Тихара), автор романа Hyouka Хонобу Ёнэдзава, мультипликационные студии Shaft, Sunrise, Bandai Namco Pictures, Toei Animation, Bones, Studio Khara, Trigger, Walt Disney Japan и Madhouse.
Крупный японский дистрибьютор аниме, видеоигр и манги Animate также начал кампанию по сбору средств в поддержку студии во всех своих магазинах, к 1 сентября 2019 года таким образом собрав более 330 млн иен.

### За пределами Японии
Свою солидарность жертвам трагедии выразили такие политики, как премьер-министр Канады Джастин Трюдо, президент Китайской Республики Цай Инвэнь, генеральный секретарь ООН Антониу Гутерриш и многие другие. Исполнительный директор Apple Тим Кук также выразил свои соболезнования.
Сразу после пожара американская компания Sentai Filmworks, занимающаяся лицензированием аниме на территории Северной Америки, запустила на платформе GoFundMe сбор средств в помощь студии. С установленной целью в семьсот пятьдесят (первоначально пятьсот) тысяч долларов, сумма пожертвований превысила миллион долларов только за первые сутки, к моменту закрытия собрав свыше двух миллионов трёхсот тысяч долларов. К 7 декабря 2019 года все собранные средства (за вычетом комиссий кредитных карт) были перечислены на счета KyoAni.
Ещё одним популярным способом оказать материальную поддержку для иностранных поклонников студии стала покупка на её сайте цифровых иллюстраций в высоком разрешении. Готовность помочь выразили американские компании по лицензированию Aniplex of America, Funimation, Crunchyroll и Nickelodeon Animation. Американский телевизионный блок Toonami 20 июля 2019 года начал свою трансляцию с обращения к зрителям с просьбой поддержать студию на GoFundMe.

## Последствия
Выжившие при пожаре начали возвращаться на работу спустя месяц после инцидента. По состоянию на октябрь 2019 года официальное число работников студии уменьшилось со 176 до 137, на работу вернулись 27 из 33 пострадавших, некоторые работники взяли длительные отпуска, чтобы оправиться от пережитого стресса.
Вскоре после пожара KyoAni выпустила официальное заявление с соболезнованиями всем пострадавшим и отметила, что вся последующая информация о трагедии теперь будет публиковаться через полицию и юристов студии. По состоянию на 28 апреля 2020 года демонтаж сгоревшего здания был полностью завершён, какие-либо конкретные планы о дальнейшей судьбе земельного участка объявлены не были. В ранних интервью директор студии Хидэаки Хатта заявлял, что после сноса на месте пожара может открыться парк и памятник в память о жертвах трагедии В ответ местные жители обратились к студии с письменной просьбой не создавать мемориальный парк, который (из-за частых посещений поклонниками студии) может разрушить спокойную атмосферу спального района. В 2021 году на месте здания находится автостоянка.
В августе 2019 года стало известно, что Kyoto Animation отложила проведение своей одиннадцатой ежегодной литературной премии Kyoto Animation Awards. В ноябре 2019 года студия объявила, что не будет закрывать учебные программы для начинающих аниматоров, выпускники которых, после необходимых собеседований, могут продолжать работу и в самой KyoAni.
18 июля 2021 года на вторую годовщину пожара студия выпустила 10-минутное видео в память о жертвах, отказавшись от проведения мемориальной службы из-за пандемии COVID-19. Видео содержит минуту молчания, сообщение, в котором говорится о том, что потеря до сих пор ощущается на студии и что компания намерена двигаться вперёд и дальше продолжать выпускать аниме, а также обращения к погибшим от неназваных официального лица, члена семьи погибшего и двух их коллег.

### Влияние на работу студии
Вследствие инцидента была отменена пресс-конференция, посвящённая готовящемуся фильму по франшизе Free!, выход которого был запланирован на 2020 год. Рекламная коллаборация студии с транспортной компанией Keihan Main Line по франшизе Sound! Euphonium была отложена. Также был отложен выход серий аниме других студий: четвёртая серия сериала BEM под названием «Молния» вышла с задержкой в две недели, выход третьей серии аниме «Бригада пылающего пламени», рассказывающего об отряде пожарных, умеющих манипулировать огнём, и людях, умирающих от спонтанного самовозгорания, был сдвинут на неделю, причём в сцены пожаров этой и последующих серий были внесены коррективы. Kyoto Animation не стала отменять премьеру фильма «Вайолет Эвергарден: Вечность и призрак пера», запланированную на 3 августа 2019 года на немецком фестивале аниме AnimagiC. Показ этого фильма в кинотеатрах Японии был продлён на неделю, а в его титры были добавлены соболезнования жертвам трагедии. Премьеру следующего фильма по «Вайолет Эвергарден», запланированную на 10 января 2020 года, также изначально не планировалось переносить; позже, однако, было объявлено о переносе премьеры сначала на 24 апреля 2020 года, а из-за пандемии COVID-19 — на 18 сентября 2020 года.
Планировавшийся к выходу в августе 2019 года эпизод для проекта Animation x Paralympic был окончательно отменён 28 февраля 2020 года из-за невозможности уложиться в срок (к паралимпийским играм).
На момент пожара студия готовила новый проект по франшизе Sound! Euphonium, полнометражный фильм по ранобэ «Вайолет Эвергарден», фильм-продолжение Free!, второй сезон сериала «Дракорничная госпожи Кобаяси», адаптацию ранобэ 20 Seiki Denki Mokuroku, а также короткометражный фильм Baja no Mita Umi.
При пожаре в студии сгорели бумажные материалы, но часть была уже оцифрована. Файловый сервер хранился за бетонной стеной, и поэтому данные с него удалось восстановить без потерь. Об этом сообщил адвокат студии.

### Меры по предотвращению подобных ситуаций в будущем
Агентство по чрезвычайным ситуациям, а также Национальное полицейское агентство в опубликованном 25 июля 2019 года предписании призвали работников заправочных станций вести учёт людей, покупающих топливо в многоразовых канистрах. Каждая такая запись должна содержать в себе определённые личные данные покупателей: имя, домашний адрес, а также цель покупки. Несмотря на то, что данное предписание изначально носило рекомендательный характер, большинство покупателей соглашались на предоставление персональных данных. С 1 февраля 2020 года предоставление личных данных при покупке горючего стало обязательным. Муниципальный пожарный департамент Киото также обновил свои предписания по пожарной безопасности, в том числе рекомендовал устанавливать в зданиях дополнительные лестницы для эвакуации.